# Ostrá Lúka
Ostrá Lúka (hongrois : Osztroluka) est un village de Slovaquie situé dans la région de Banská Bystrica.

## Histoire
La première mention écrite du village date de 1332.

## Démographie

### Évolution de la population
| Année:               | 1994. | 2004.   | 2014.    | 2024.   |
| -------------------- | ----- | ------- | -------- | ------- |
| Nombre de personnes: | 244   | 268     | 306      | 333     |
| Différence:          |       | +9,83 % | +14,17 % | +8,82 % |

| Année:               | 2023. | 2024. |
| -------------------- | ----- | ----- |
| Nombre de personnes: | 333   | 333   |
| Différence:          |       | +0 %  |